# آردیچ‌لار (آماسیه)
آردیچ‌لار (به ترکی استانبولی: Ardıçlar) یک منطقهٔ مسکونی در ترکیه است که در آماسیه واقع شده‌است. آردیچ‌لار ۵۲۸ نفر جمعیت دارد.